# Panoche (California)
Panoche es un área no incorporada en el Condado de San Benito del estado de California.

## Historia
Se cree que el nombre de "panoche" se deriva de la palabra indígena para una especie de caña que una vez que crecía en el valle, y desde el que los indios extrajeron un tipo de azúcar. Se piensa que aquí es donde viene la palabra panocha.

## Geografía
Panoche se encuentra ubicada en las coordenadas .